# Acanthosaura liui
Acanthosaura liui es una especie de lagarto del género Acanthosaura, familia Agamidae, orden Squamata. Su longitud hocico-respiradero es de 85,1–95,9 mm.

## Distribución
Se distribuye por China (Yunnan, condados de Jianshui y Shiping).

## Taxonomía
Fue descrita por Liu, Hou, Mo, & Rao en 2020.
Tratamiento taxonómico
La especie aparece registrada y publicada en A new species of the genus Acanthosaura (Squamata, Agamidae) from Yunnan, China, with comments on its conservation status. ZooKeys 959: 113-135.